# The Prophecy of Dante

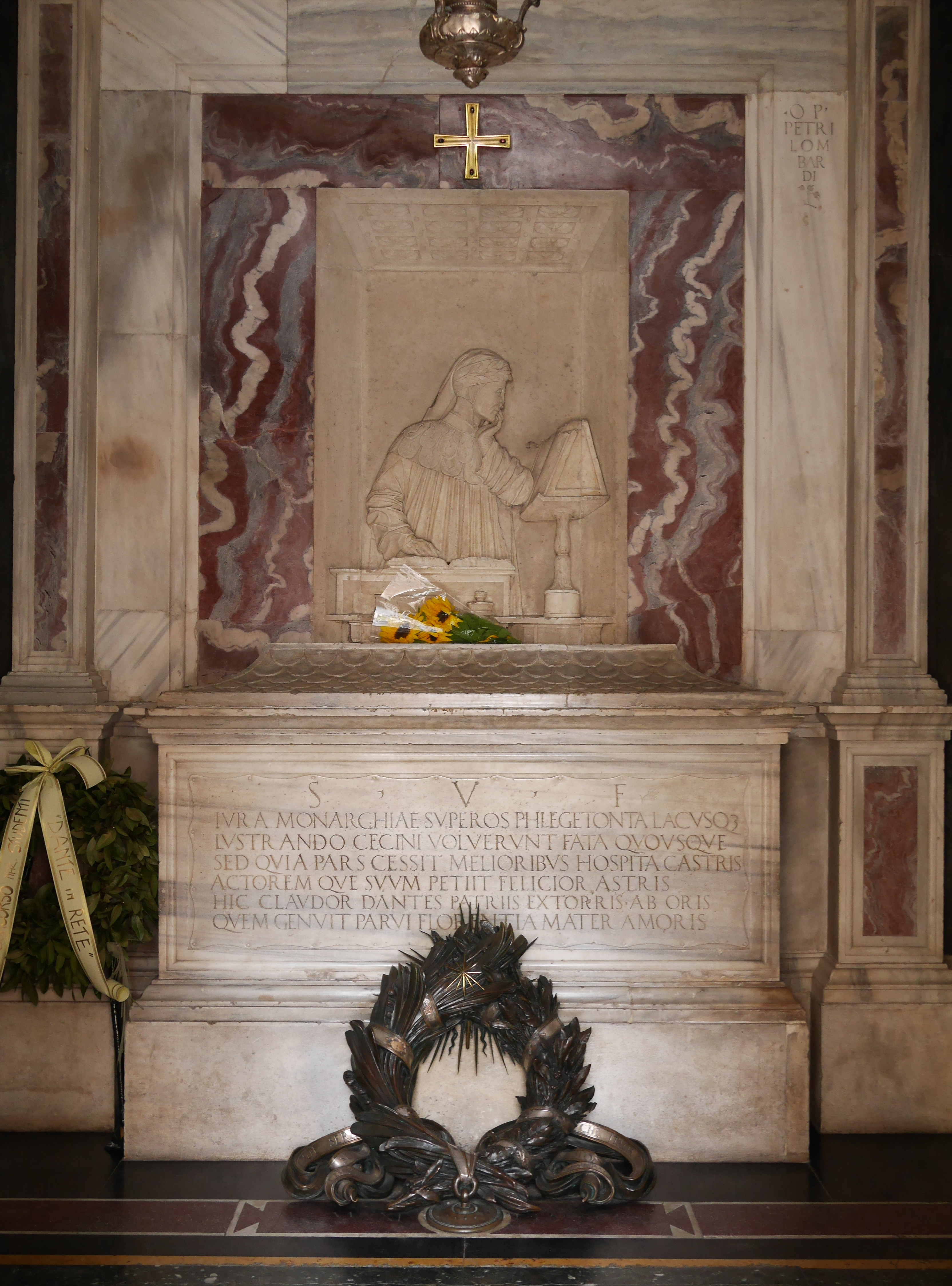
Nagrobek Dantego w Rawennie

The Prophecy of Dante – poemat George’a Gordona Byrona. Utwór został napisany w Rawennie w marcu 1819. Jest ułożony tercyną, czyli zwrotką trójwersową rymowaną aba bcb cdc...,spopularyzowana przez Dantego Alighieri w Boskiej komedii. Składa się z czterech pieśni. Poemat został napisany dla  Teresy Gamby Ghiselli. 

From out the mass of never-dying ill,
The Plague, the Prince, the Stranger, and the Sword,
Vials of wrath but emptied to refill
And flow again, I cannot all record
That crowds on my prophetic eye: the Earth
And Ocean written o'er would not afford
Space for the annal, yet it shall go forth;
Yes, all, though not by human pen, is graven,
There where the farthest suns and stars have birth,